# As You Wish
As You Wish é o sétimo extended play do grupo sino-coreano Cosmic Girls. Foi lançado em 19 de novembro de 2019 pela Starship Entertainment e Yuehua Entertainment, e distribuído pela Kakao M. Contém um total de 7 faixas, incluindo o single principal "As You Wish".

## Antecedentes e lançamento
Em 24 de Outubro de 2019, o grupo revelou por meio de suas mídias sociais oficiais de que retornariam com um mini álbum.

## Desempenho comercial
O álbum vendeu 49.410 cópias na sua primeira semana de lançamento de acordo com a Hanteo. O álbum vendeu 63.000 cópias em apenas 11 dias na tabela mensal do Gaon Album Chart, posicionando-se em 8º para o mês de Novembro. Até 24 de Dezembro de 2019, o álbum vendeu quase 80.000 cópias no Hanteo.
A faixa título do álbum, "As You Wish", tabelou e chegou à posição 106 no Gaon Digital Chart, na semana que terminou em 23 de Novembro de 2019.
Em 1 de Janeiro de 2020, 2:00 da manhã KST, a faixa título  subiu nas tabelas por ser escolhido como 'Música de Ano Novo da Coréia'. Isto é devido à tradição e crença de que a primeira música que se escutar no ano irá decidir o seu destino pelo resto do ano. A música chegou à quarta posição no MelOn e chegou ao topo da sua tabela de tempo real em 5 minutos, 4ª posição no Genie, 1ª posição no Bugs e 2ª posição no FLO.
Até Janeiro de 2020, o álbum já vendeu quase 85.000 unidades na Coréia.

## Lista de faixas
| N.º            | Título                       | Arranjo                  | Duração |  |
| 1.             | "As You Wish" (이루리)       | Nthonius                 | 3:15    |  |
| 2.             | "Luckitty-Cat" (행운을 빌어) | 영광의 얼굴들(Full8loom) | 3:21    |  |
| 3.             | "Lights Up" (야광별)         | 진솔 MOpin               | 4:00    |  |
| 4.             | "WW" (우와)                  | 정호현(e.one) 최현준     | 3:47    |  |
| 5.             | "Badaboom" (바다붐)          | Nthonius                 | 3:24    |  |
| 6.             | "Full Moon"                  | 신쿵                     | 3:22    |  |
| 7.             | "Don't Touch"                | Big Brother Makecake36   | 3:27    |  |
| Duração total: | Duração total:               | Duração total:           | 24:36   |  |

## Tabelas
| Tabela (2019)              | Posição mais alta |
| -------------------------- | ----------------- |
| Álbuns Sul Coreanos (Gaon) | 1                 |

## Histórico de lançamento
| Região        | Data                   | Formato             | Gravadora                                           |
| ------------- | ---------------------- | ------------------- | --------------------------------------------------- |
| Coréia do Sul | 19 de Novembro de 2019 | CD digital download | Starship Entertainment Yuehua Entertainment kakao M |
| Mundialmente  | 19 de Novembro de 2019 | Download digital    | Starship Entertainment Yuehua Entertainment kakao M |